# Estefanita (mineral)
La estefanita o stephanita es un mineral de la clase de los minerales sulfuros. Fue descubierta en 1845 en minas de los Montes Metálicos, en el estado de Sajonia (Alemania), siendo nombrada así en honor del archiduque Esteban de Habsburgo-Lorena, ingeniero de minas austriaco. Otros sinónimo poco usados son: plata agria y rosicler negro.

## Características químicas
Es un sulfuro de plata con aniones adicionales antimoniuro.
Además de los elementos de su fórmula, suele llevar como impurezas: arsénico, cobre y hierro.

## Formación y yacimientos
Se forma en yacimientos de minerales de la plata como mineral secundario en la última de alteración hidrotermal.
Suele encontrarse asociado a otros minerales como: proustita, acantita, plata nativa, tetraedrita, galena, esfalerita o pirita.

## Usos
Es extraída en las minas como mena de plata.